# Incamp
Incamp war ein spanischer Hersteller von Automobilen.

## Unternehmensgeschichte
Das Unternehmen in Bilbao begann 1952 mit der Produktion von Automobilen. Im gleichen Jahr endete die Produktion nach etwa zwölf hergestellten Exemplaren.

## Fahrzeuge
Das einzige Modell war ein Kleinstwagen.